# Viburnaceae
Le Viburnacee (Viburnaceae Raf., 1820 - nom. cons.) sono una piccola famiglia di angiosperme dell'ordine Dipsacales, comprendente attualmente 3 generi e oltre 200 specie.

## Descrizione
Le Viburnacee sono caratterizzate da foglie opposte dentate, fiori piccoli a 5 o, più raramente, 4 petali in infiorescenze cimose e frutti in forma di drupa, similmente a molte Cornaceae.
Adoxa è una piccola pianta erbacea a foglie composte . Il genere Sambucus è costituito essenzialmente da arbusti (ma due specie sono grandi piante erbacee) a foglie composte. Il genere Viburnum è costituito da arbusti a foglie semplici.

## Tassonomia
Nella classificazione tradizionale (Sistema Cronquist) l'intera famiglia era parte delle Caprifoliaceae.
Adoxa moschatellina fu il primo taxon a essere spostato nella famiglia Adoxaceae. In tempi molto più recenti, sono stati spostati anche i generi Sambucus e Viburnum, in precedenza inquadrati nelle Viburnaceae.
Nel 2013 è stata avanzata la proposta di considerare Viburnaceae un nomen conservandum. Tale proposta non fu tenuta in conto dall'Angiosperm Phylogeny Group che nella classificazione del 2016 continuava a ritenere valida la denominazione Adoxaceae. Nell'ottobre 2016 vi è stato un ulteriore pronunciamento che ha ribadito la prevalenza della denominazione Viburnaceae rispetto ad Adoxaceae; attualmente l'APG si è adeguato a tale disposizione.
La famiglia comprende i seguenti generi:
- Adoxa L. - 4 specie
- Sambucus L. - 22 specie
- Viburnum L. - 203 specie